# Der Fluch der Mumie
Der Fluch der Mumie (Originaltitel: The Mummy’s Shroud) ist ein Horrorfilm der britischen Produktionsgesellschaft Hammer aus dem Jahr 1967. Er ist der dritte Film aus einer Reihe von vier „Mumien-Filmen“, die Hammer produziert hat. Die anderen sind Die Rache der Pharaonen, Die Rache des Pharao und Das Grab der blutigen Mumie.

## Handlung
Während einer von dem Geschäftsmann Stanley Preston finanzierten Ausgrabung, entdeckt der Archäologe Sir Basil Walden im Jahr 1920 das Grab des Pharao Kah-to-Bey. Die Grabstätte wird jedoch von dem Wächter Hasmid bewacht, der die Mumie des Prem, eines Dieners Kah-to-Beys, zurück ins Leben ruft, um die Mitglieder der Expedition zu töten. Alle sterben durch die Hände der Mumie, bis nur noch Paul Preston and Claire de Sangre am Leben sind.
Claire beginnt Nachforschungen zum Hintergrund der Todesfälle und wird schließlich mit der Mumie in einem Museum eingeschlossen. Paul und Inspector Barrani eilen ihr zu Hilfe. Als sie von Prem angegriffen werden, stellen sie fest, dass er unverwundbar zu sein scheint. Letztendlich erschießt Inspector Barrani Hasmid, woraufhin die Mumie zu Staub zerfällt.

## Entstehung
Der Fluch der Mumie war der letzte Hammer-Film, der in den Bray Studios aufgenommen wurde. Spätere Filme wurden in den Elstree Studios und gelegentlich in den Pinewood Studios gedreht.
Die Mumie wurde von dem Stuntman Eddie Powell dargestellt, dem regulären Stuntdouble von Christopher Lee.
Peter Cushing wird oft als Stimme des Erzählers genannt. Hammer hat jedoch keine Aufzeichnungen mehr darüber und es ist unwahrscheinlich, dass es sich tatsächlich um Cushing handelt.

## Kritiken
- Cinema: „Diese Fassung von 1966 spielt in edlem 20er-Jahre-Dekor, ist aber ansonsten sehr fade. Fazit: Schön anzusehen, doch wenig packend“[2]

- Lexikon des internationalen Films: „Geschickt inszenierter Horrorfilm, spannende Unterhaltung.“[3]

- Evangelischer Filmbeobachter: „Überraschend sorgfältig inszenierter Film, der sein Horrorthema in einer handfesten Abenteuergeschichte abhandelt. Für Freunde der Gattung ab 16 Jahren zum Besuch geeignet.“[4]

## Synchronisation
Die deutschsprachige Synchronfassung entstand bei der Berliner Synchron. Dietmar Behnke schrieb das Dialogbuch und führte Regie.
| Figur             | Darsteller          | Deutscher Sprecher | Sir Basil Walden | André Morell | Heinz Engelmann |
| Stanley Preston   | John Phillips       | Curt Ackermann     |                  |              |                 |
| Paul Preston      | David Buck          | Randolf Kronberg   |                  |              |                 |
| Barbara Preston   | Elizabeth Sellars   | Erika Dannhoff     |                  |              |                 |
| Longbarrow        | Michael Ripper      | Dietrich Frauboes  |                  |              |                 |
| Harry Newton      | Tim Barrett         | Manfred Schuster   |                  |              |                 |
| Inspector Barrani | Richard Warner      | Gerd Martienzen    |                  |              |                 |
| Hasmid            | Roger Delgado       | Erich Poremski     |                  |              |                 |
| Kurator           | Andreas Malandrinos | Erich Poremski     |                  |              |                 |
| Haiti             | Catherine Lacey     | Elfe Schneider     |                  |              |                 |